# Laxmikant-Pyarelal
Laxmikant-Pyarelal o LP o Laxmi-Pyare, fue un dúo musical de la India, formado por los reconocidos compositores de Bollywood Laxmikant Shantaram Kudalkar (1937-1998) y Pyarelal Ramprasad Sharma (1940 -). Compusieron temas musicales para más de 500 películas entre 1963 a 1998.

## Historia
Laxmikant nació en el seno de una familia humilde. Empezó a tocar la mandolina de manera profesional, especialmente con los directores de música de Bollywood. A los 10 años, en una noche se encontró con Lata Mangeshkar y posteriormente ella lo invitó a la academia "Kala Kendra", una escuela de música dirigido a personas humildes y de escasos recursos. El allí empezó a iniciar su carrera profesional como artista.
Pyarelal nació en Gorakhpur (Uttar Pradesh). Era  hijo de un famoso trompetista, Pandit Ramprasad Sharma, quien le enseñó los fundamentos de la música. Aprendió a tocar el violín a los ocho años de edad en Goa con Anthony Gonsalves (para una película titulada "Amar Akbar Anthony", como un homenaje). A partir de los 12 años de edad, tocaba el violín en los estudios para ayudar a su familia. Sin embargo, continuó para formar para de una Orquesta de Cámara de Bombay y asistir a la Academia Paranjoti, que también asistió Zubin Mehta.
Compusieron para la mayoría de los directores de música como Raj Kapoor, Dev Anand, Feroze Khan, BR Chopra, Shakti Samanta, Manmohan Desai, Yash Chopra, Subhash Ghai y Manoj Kumar. La cantante Lata Mangeshkar, ha colaborado con ellos con un gran número de temas musicales en compañía de Mohammed Rafi.

## Discografía
- Parasmani (1963)
- Dosti (1964)
- Sati Savitri (1964)
- Aaye Din Bahar Ke (1966)
- Farz (1967)
- Milan (1967)
- Shagird (1967)
- Mere Humdum Mere Dost (1968)
- Raja Aur Runk (1968)
- Do Raaste (1969)
- Jeene Ki Raah (1969)
- Aan Milo Sajna (1971)
- Humjoli (1970)
- Mehboob Ki Mehndi (1971)
- Mera Gaon Mera Desh (1971)
- Patthar ke Sanam (1971)
- Shor (1972)
- Dushman (1972)
- Bobby (1973)
- Roti (1974)
- Roti Kapda Aur Makaan (1974)
- Amar Akbar Anthony (1977)
- Anurodh (1977)
- Chacha Bhatija (1977)
- Satyam Shivam Sundaram (1978)
- Sargam (1979)
- Karz (1980)
- Ek Duuje Ke Liye (1981)
- Kranti (1981)
- Naseeb (1981)
- Prem Rog (1982)
- Hero (1983)
- Utsav (1984)
- Mr. India (1987)
- Tezaab (1988)
- Chaalbaaz (1989)
- Ram Lakhan (1989)
- Hum (1991)
- Saudagar (1991)
- Khuda Gawah (1992)
- Khalnayak (1993)
- Trimurti (1995)
- Jai Hind (1998)
- Meri Biwi Ka Jawab Nahin (2004)
- Om Shanti Om (2007)